# Hansjörg Walter
Pour les articles homonymes, voir Walter.
Hansjörg Walter, né le 5 février 1951 à Frauenfeld, est un homme politique suisse, membre de l'Union démocratique du centre (UDC) et président de l'Union suisse des paysans.

## Biographie

### Formation et carrière professionnelle
Hansjörg Walter est diplômé de l'école d'agriculture Strickhof dans le canton de Zurich ; il effectue par la suite diverses formations dans les secteurs agricole et commercial. Depuis 1983, il est agriculteur avec le titre de Meisterlandwirt ; il prend en 1985 la relève de ses parents à la ferme Greuthof de Wängi.
Depuis 2000, Walter préside l'Union suisse des paysans. En mai 2011, il annonce sa démission pour novembre 2012,,,,.

### Carrière politique
Sa carrière commence en 1985 comme vice-président de l'école de Wängi, qu'il préside entre 1993 et 2000. Parallèlement, il est conseiller communal de Wängi de 1995 à 2002, avant d'être député au Parlement du canton de Thurgovie entre 1992 et 1999.
Élu au Conseil national en 1999, il est réélu en 2003 et 2007, avec le deuxième meilleur score sur les listes de l'UDC. Il est également chef du groupe parlementaire entre 1997 et 1999. Depuis janvier 2008, il est également membre suppléant à l'Assemblée parlementaire du Conseil de l'Europe et membre de sa commission de l'environnement, de l'agriculture et des questions territoriales.
Le 10 décembre 2008, il manque d'une voix l'élection au Conseil fédéral face à Ueli Maurer, candidat officiel de son parti, bien qu'il ait préalablement annoncé sous la pression de son groupe parlementaire qu'il refuserait une éventuelle élection,.
Le 5 décembre 2011, Walter est élu président du Conseil national pour l'année parlementaire 2011-2012. Le 8 décembre, à la suite du retrait de la candidature de Bruno Zuppiger pour obtenir un second siège au Conseil fédéral, Walter est désigné pour le remplacer,,, mais il n'est pas élu.
Il est réélu au Conseil national lors des élections fédérales du 18 octobre 2015. Lors de la 50e législature, il se fait remplacer par Diana Gutjahr.
Il est membre de l'Action pour une Suisse indépendante et neutre.

### Vie privée
Installé à Wängi, Hansjörg Walter est marié et père de trois enfants. Il a servi dans l'armée suisse avec le grade de major.